# Ford Country Squire
Ford Country Squire var en amerikansk bilmodell tillverkad modellåren 1950-1991 av Ford Motor Company. Country Squire var lyxmodellen av Fords stationsvagnar och ingick ifrån början i modellserierna Ford Custom och Ford Crestline, för att årsmodellerna 1955-1968 tillsammans med övriga stationsvagnar ingå en gemensam herrgårdsvagnsserie kallad ”Ford Station Wagon”. Från 1969 lyftes Country Squire in i modellserien LTD.
De åttasitsiga bilarna räknades från 1957 som niositsiga och bilarna hade från början ett extra baksäte som gjordes tillgängligt via höger bakre sidodörr, där halva baksätet kunde fällas framåt under av- och påstigning. Från 1965 var extrasätet utformat så att det bestod av två mindre säten vända mot varandra så att man kom att åka sittande i sidled och att det på så sätt upp till fyra personer fick plats i detta utrymme. Utrymmet nåddes via den helt nykonstruerade bagageluckan Magic Doorgate vilken kunde vikas/tiltas på olika sätt. Från 1971 upphörde Ford att specificera hur många passagerare bilen var avsedd för, utan kallades fem-dörrars och angav endast antalet säten/soffor ("2S" respektive "3S") för de olika modellerna.
Modellen ska inte förväxlas med Ford Country Sedan som var en billigare modell i Fords utbud av stationsvagnar.

## Produktion
Från början var alla Country Squire sexsitsiga två-dörrars stationsvagnar med karossidor och baklucka av äkta trä. Med början 1952 övergick man till att inom denna serie endast tillverka åttasitsiga fyra-dörrars stationsvagnar. Med början 1961 erbjöds även en fyra-dörrars sexsitsig modell. I likhet med övriga modeller inom Ford gjordes olika förändringar genom åren.

### 1950
Namnet Country Squire dök upp en bit in på produktionsåret, varför en del källor felaktigt uppger 1951 som första årsmodell. Modellen baserades på den lyxigare Ford Custom och kunde fås med en sexcylindrig motor eller en sidventils V8-motor som extra tillbehör. Växellådan fanns som treväxlad manuell med eller utan överväxel

### 1951
Bilen fick en ny grill med två glober samt en ny instrumentbräda. Detta år var även första gången Ford erbjöd automatisk växellåda i sina personbilar.

### 1952
Karossen på Ford var helt ny inför 1952. Utformningen av detaljer som instrumentbräda, grill, körriktningsvisare och inte minst de kromade ”luftinsläppen” på bakskärmarna var tydligt inspirerade av den moderna jetmotortekniken.

### 1953
Den stora nyheten inför 1953 var att Fordarna nu gick att köpa med servostyrning och bromsservo som extratillbehör. Alla bilar hade dessutom en minnesplakett i rattcentrum för att uppmärksamma märkets 50-årsjubileum. 

### 1954
Detta år övergick man från äkta trä till träimitationer tillverkade av glasfiber som utsmyckning. År 1954 markerade även slutet på en över trettio år lång period av sidventilsmotorer, då man introducerade märkets första moderna toppventils V8, den så kallade ”Ford Y-block” på 130 hk. Som extrautrustning fanns nu även elmanövrerade säten att beställa och hastighetsmätaren flyttade upp ovanpå instrumentbrädan och försågs med ett genomskinligt lock som släppte in solljus.

## Bildgalleri

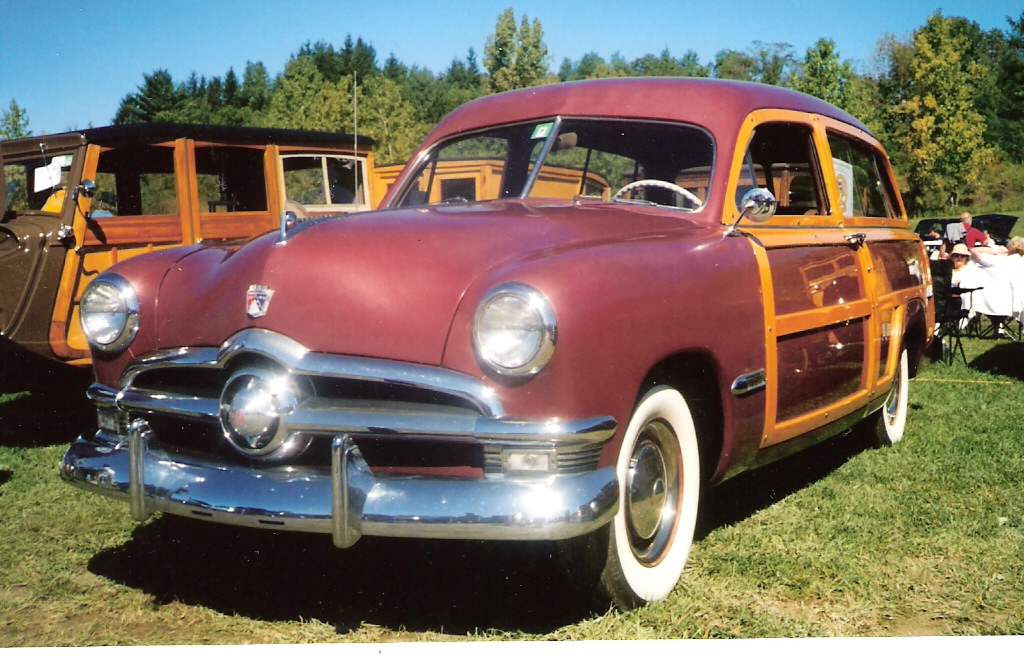
1950 Ford Custom Country Squire
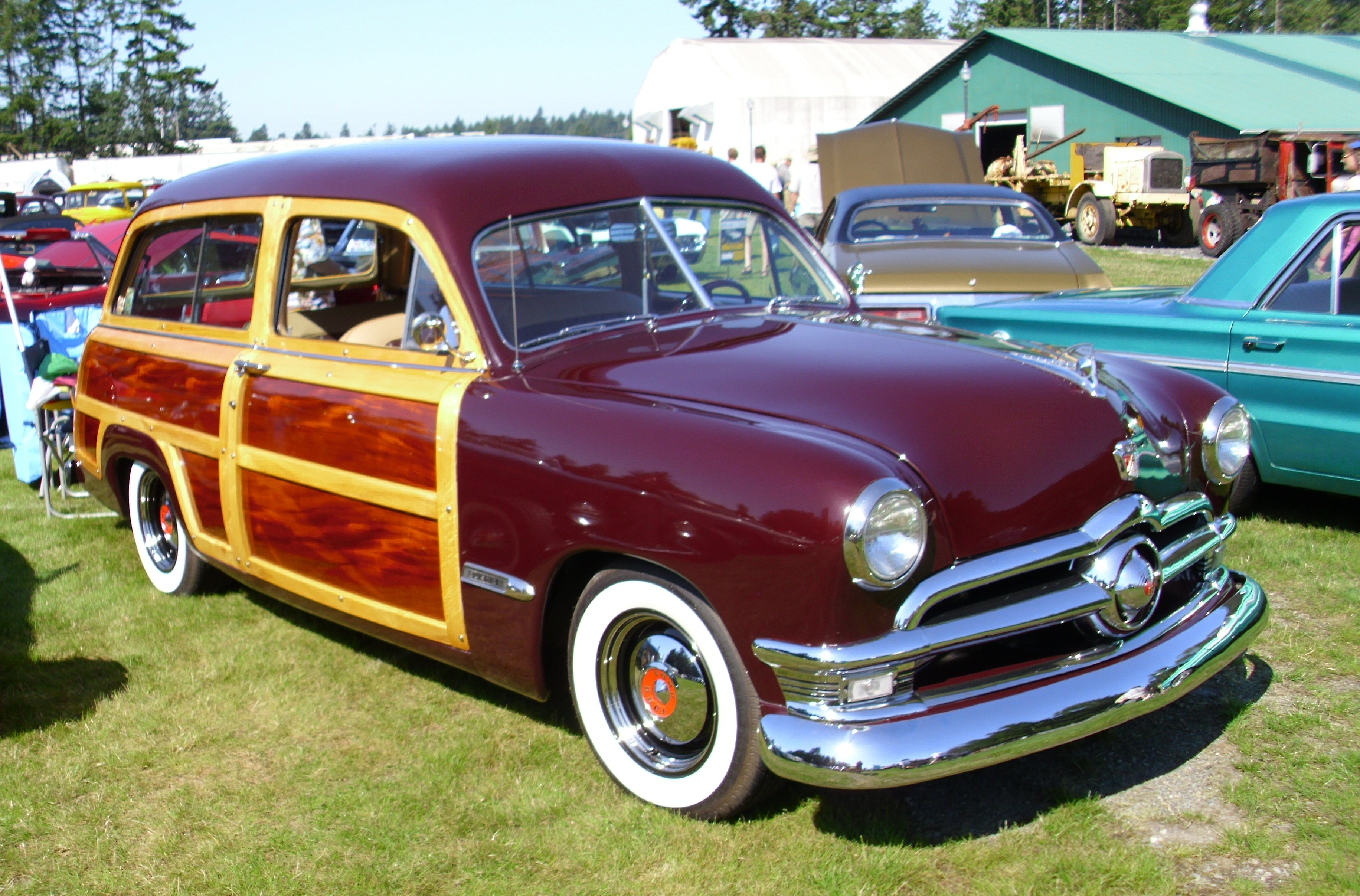
1950 Ford Custom Country Squire
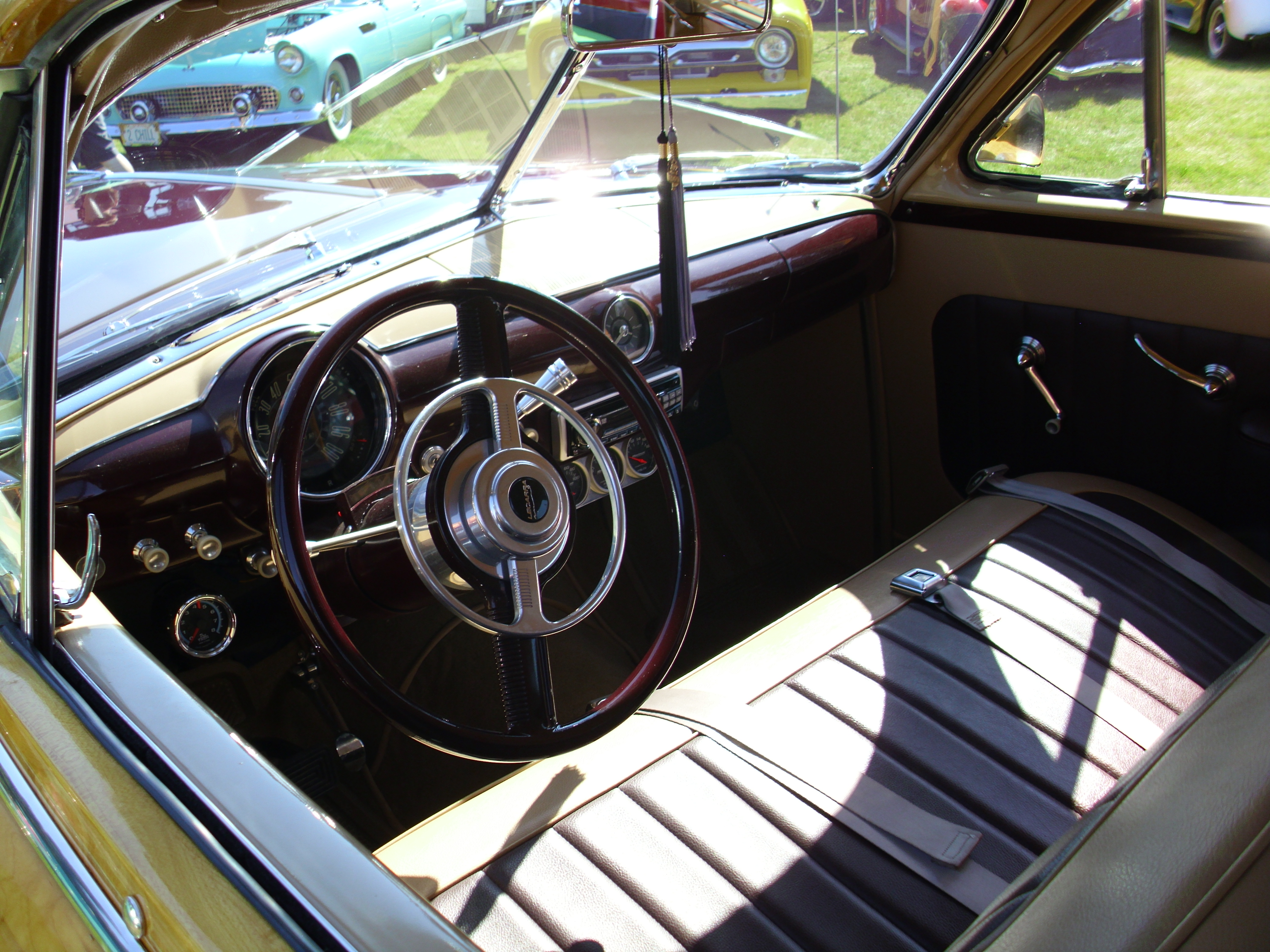
1950 Ford Custom Country Squire (Interiör)
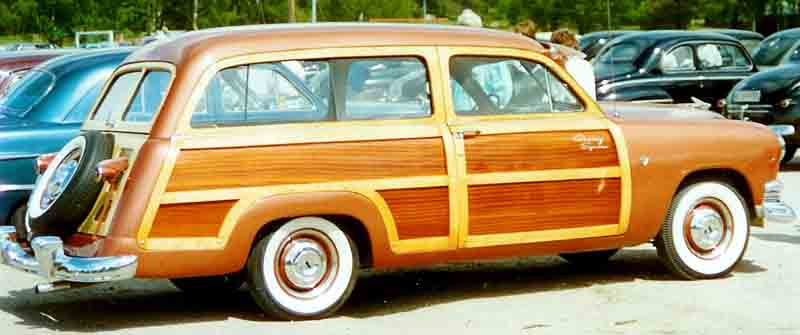
1951 Ford Custom Country Squire
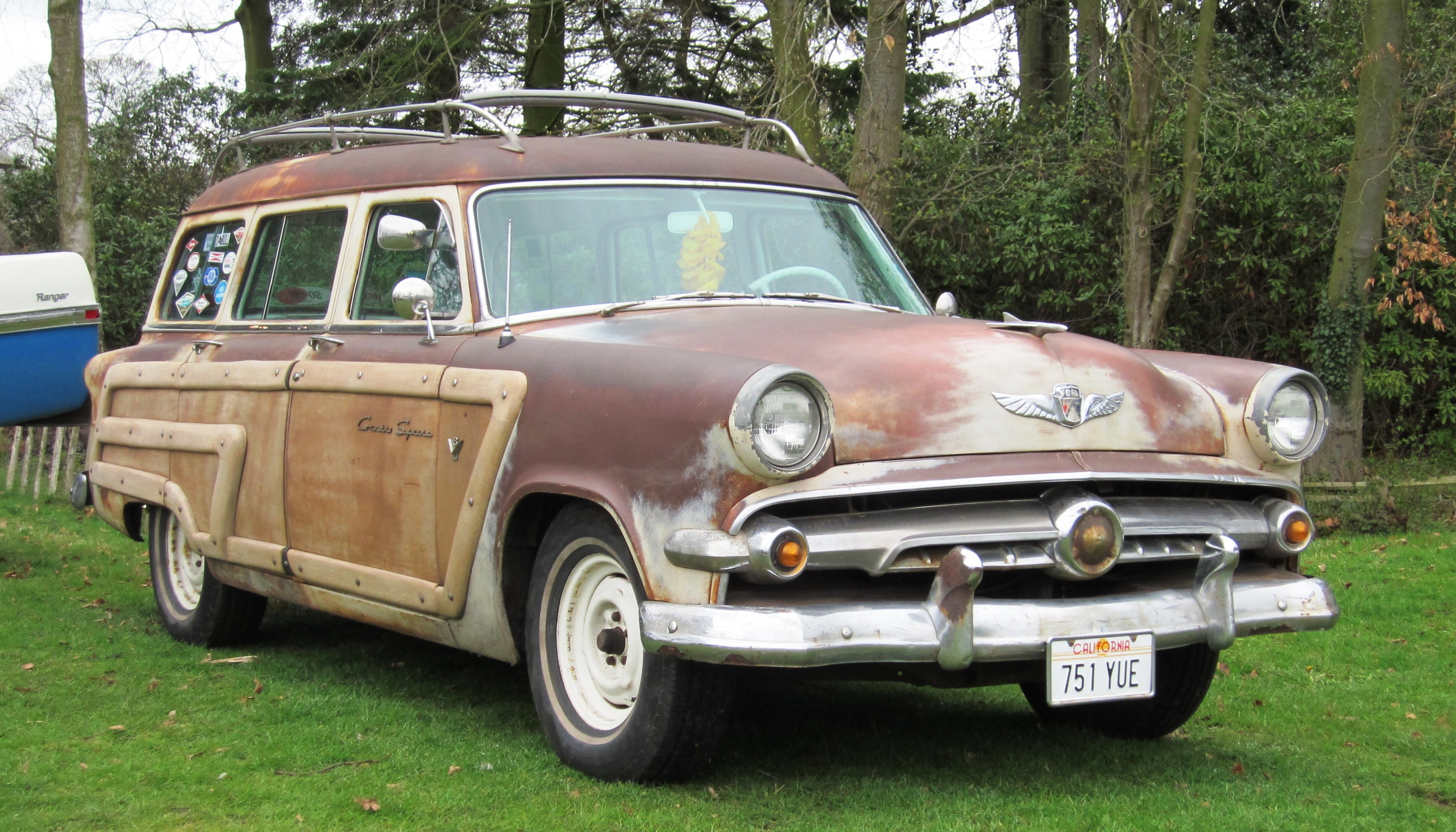
1954 Ford Crestline Country Squire
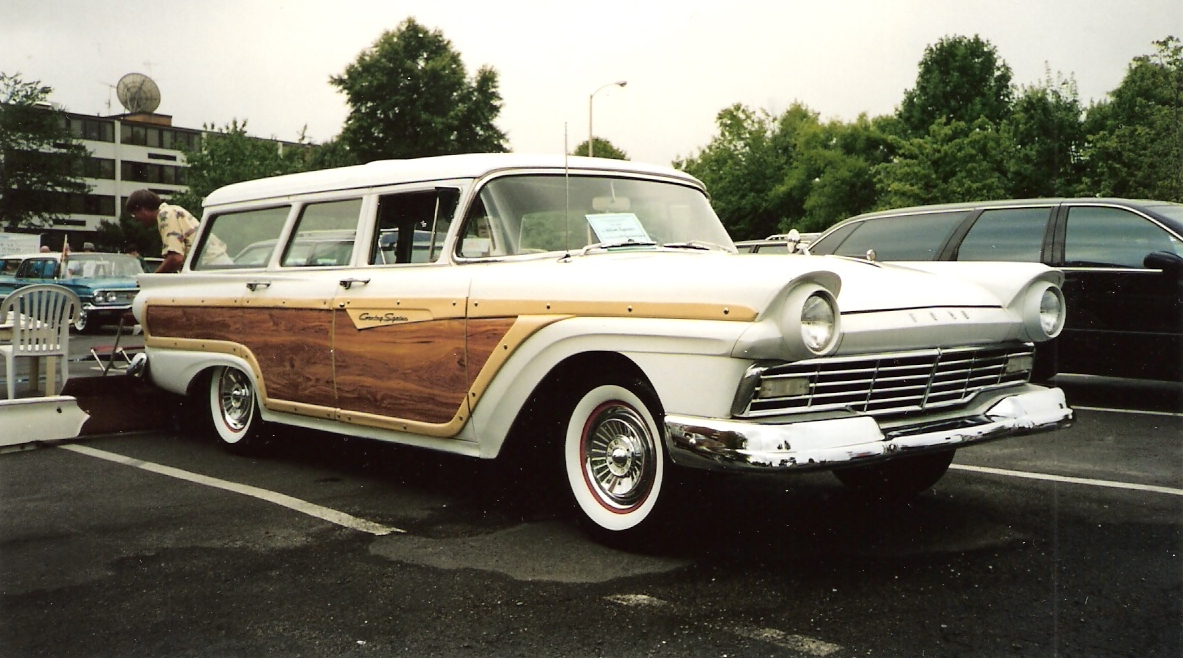
1957 Ford Country Squire
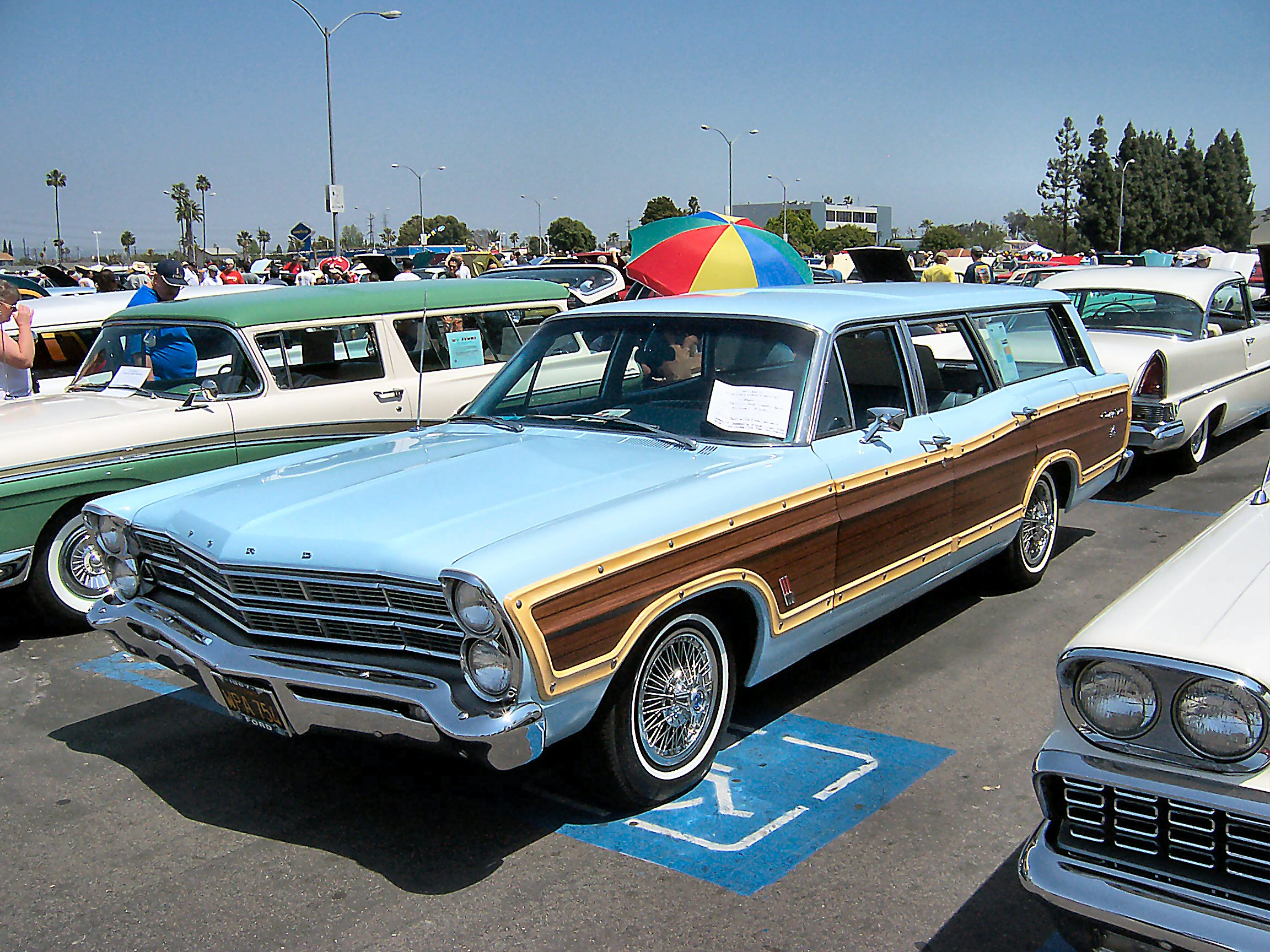
1967 Ford Country Squire
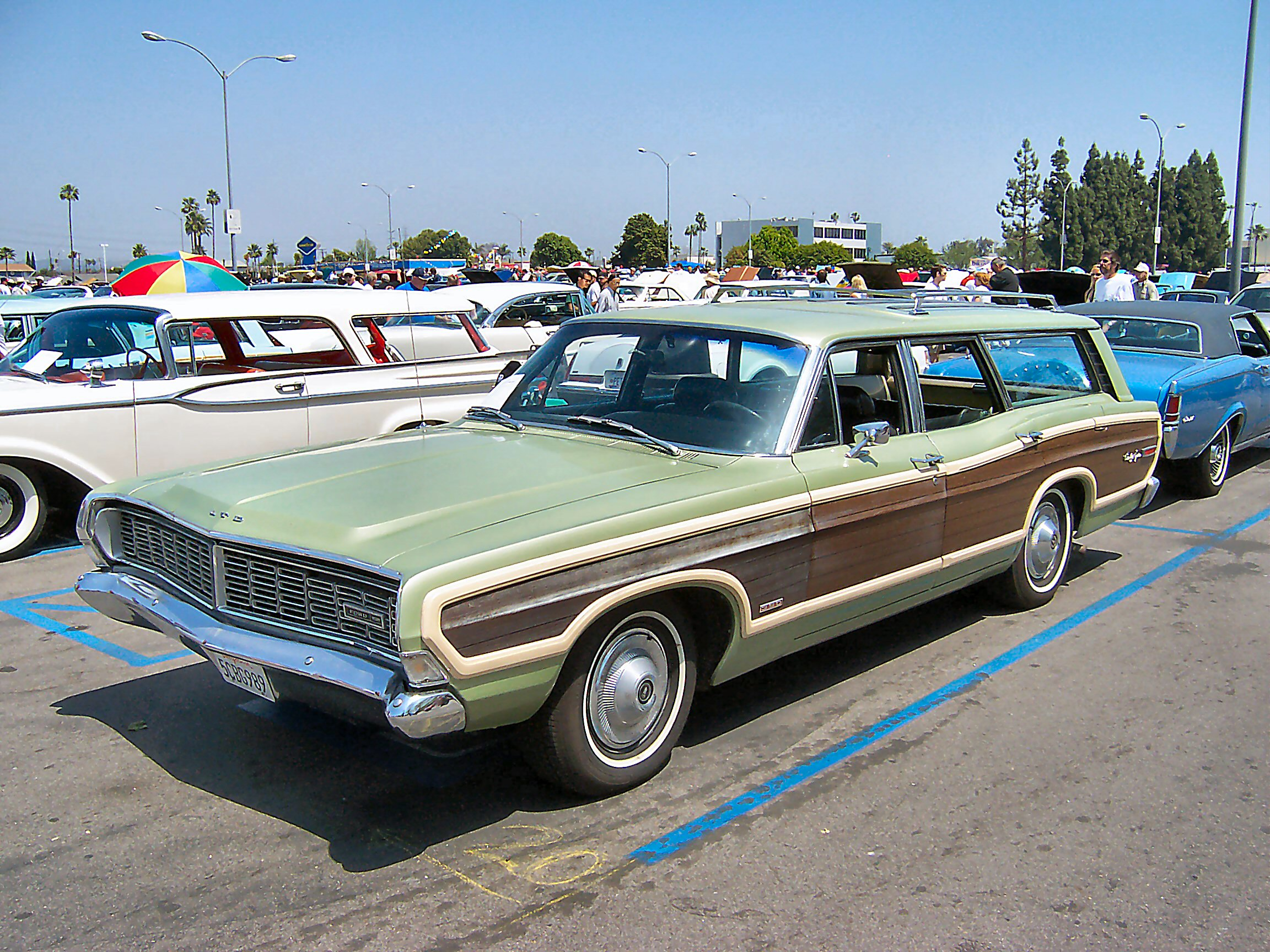
1968 Ford Country Squire
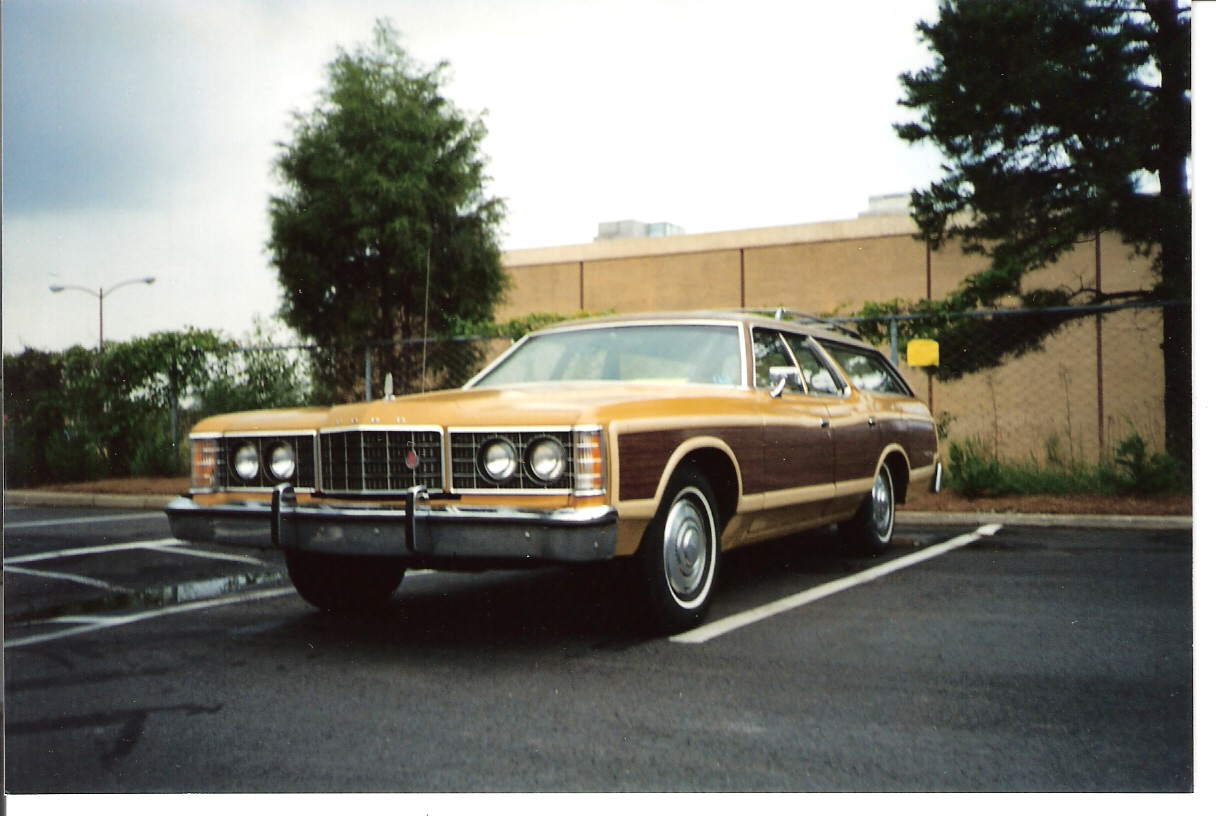
1973 Ford LTD Country Squire
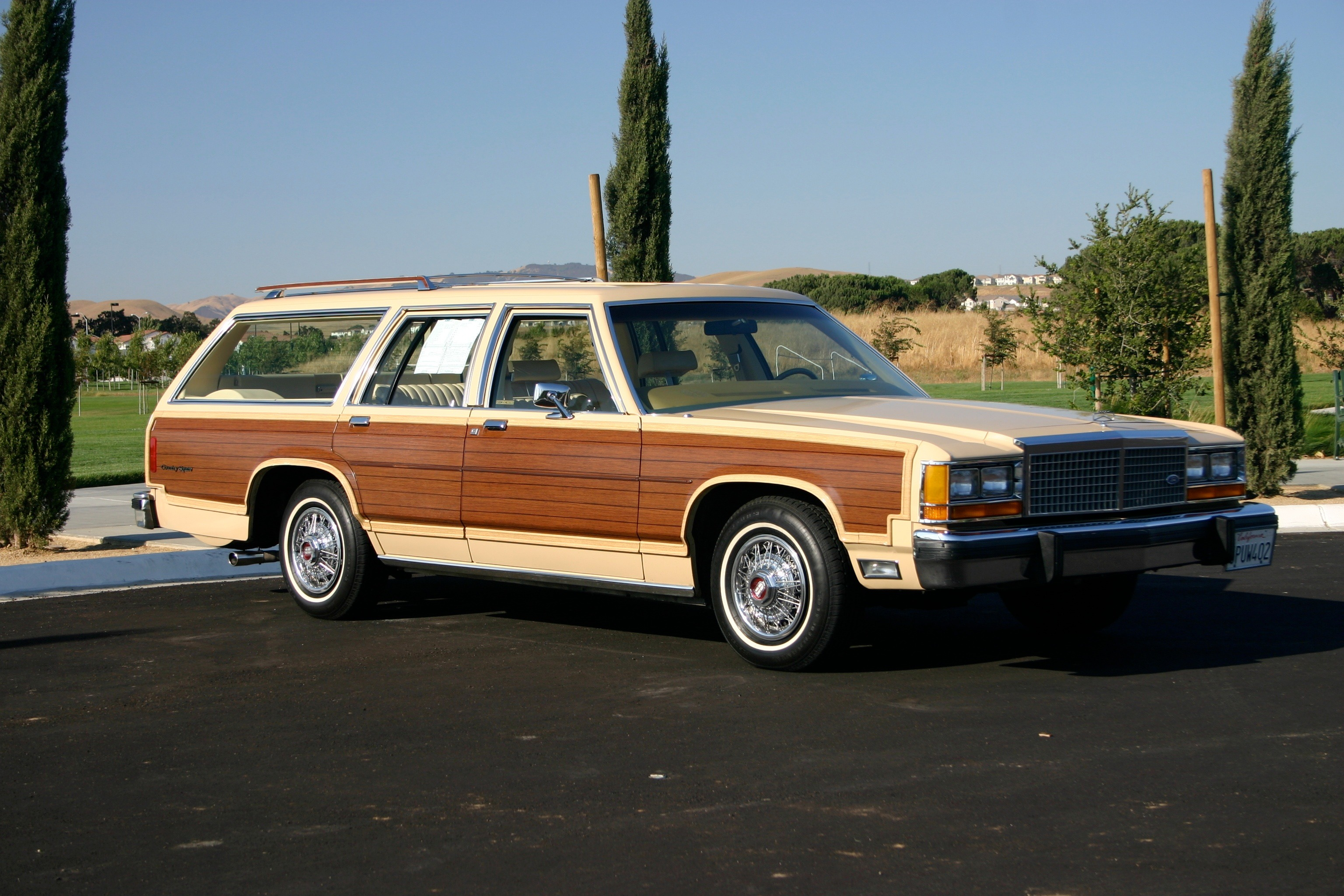
1982 Ford LTD Country Squire
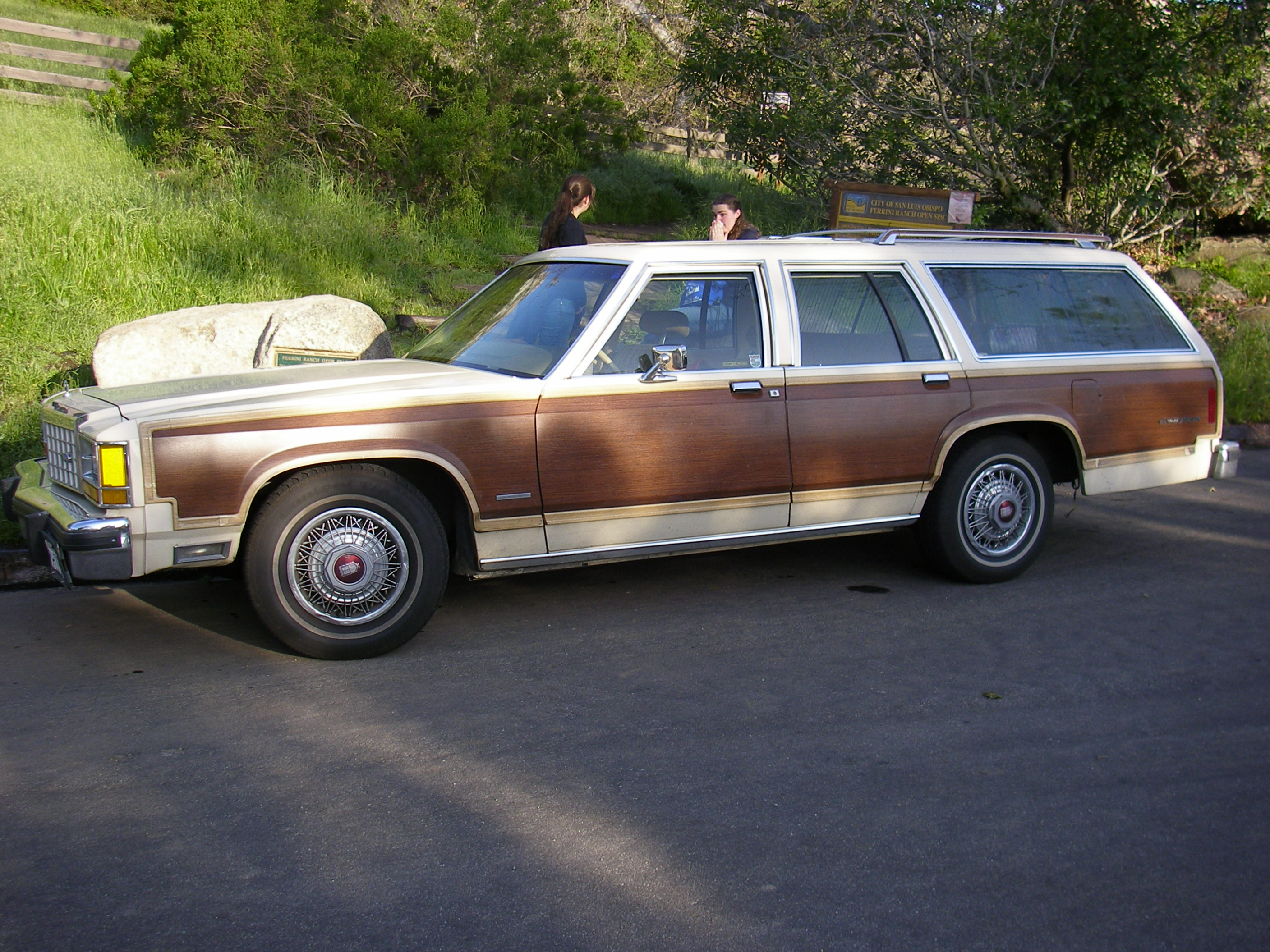
1983 Ford LTD Country Squire
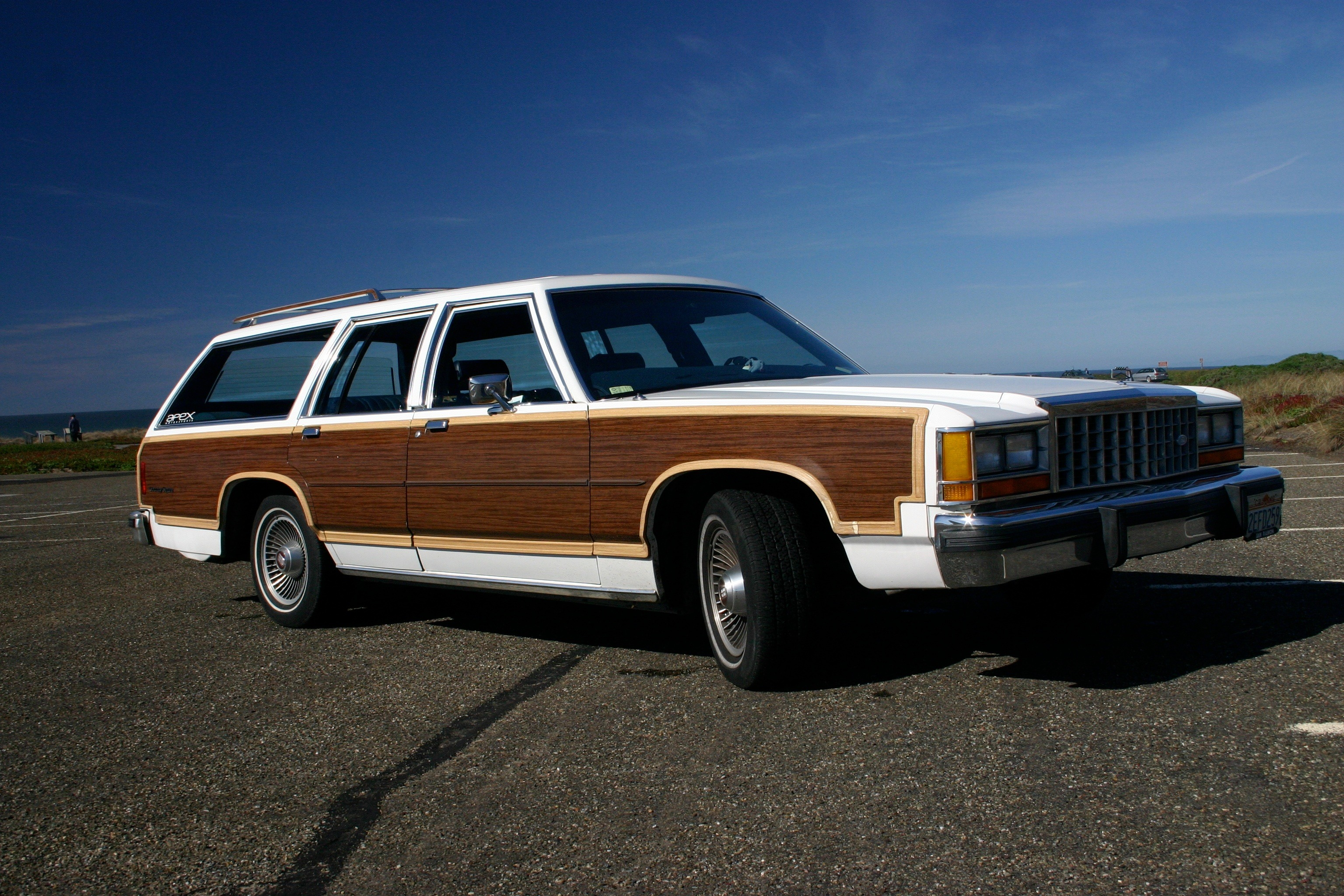
1987 Ford Country Squire
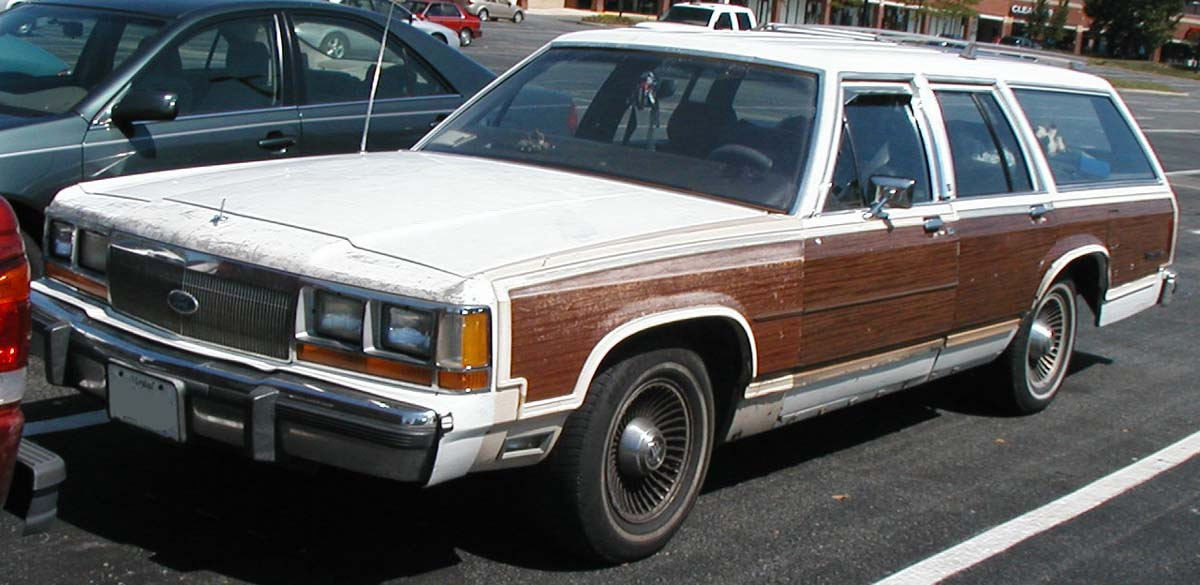
1988–1990 Ford LTD Country Squire

### Fotnoter
1. ↑  För bilder på "Magic Doorgate" se galleriet på Ford Country Sedan